# Gonoplectus gestri
Gonoplectus gestri är en mångfotingart som först beskrevs av Pocock 1893.  Gonoplectus gestri ingår i släktet Gonoplectus och familjen Harpagophoridae. Inga underarter finns listade i Catalogue of Life.